# Corydoras sipaliwini
Corydoras sipaliwini is een straalvinnige vissensoort uit de familie van de pantsermeervallen (Callichthyidae). De wetenschappelijke naam van de soort is voor het eerst geldig gepubliceerd in 1965 door Hoedeman.